# استرلینگ (شهرستان ورنون، ویسکانسین)
استرلینگ (به انگلیسی: Sterling) یک منطقهٔ مسکونی در ایالات متحده آمریکا است که در شهرستان ورنن، ویسکانسین واقع شده‌است. استرلینگ ۱۱۷٫۷ کیلومتر مربع مساحت و ۷۱۳ نفر جمعیت دارد و ۳۴۲ متر بالاتر از سطح دریا واقع شده‌است.